# Aeroporto Internazionale di McAllen-Miller
L'Aeroporto Internazionale di McAllen-Miller è un aeroporto situato a 3.2 km dal centro di McAllen in Texas, negli Stati Uniti d'America.